# Velocità di fase

Dispersione in gruppi bicromatici di onde sulla superficie di acque profonde. Il punto rosso si muove con la velocità di fase mentre il punto verde si propaga con la velocità di gruppo. In questo caso, la velocità di fase è doppia rispetto a quella di gruppo.

In fisica la velocità di fase è la velocità con cui si propaga la fase di un'onda, sia essa elettromagnetica o meccanica. La velocità di fase può essere visualizzata come la velocità di propagazione di una cresta dell'onda ma non coincide necessariamente con la velocità di propagazione di un segnale (che è più propriamente descritta dalla velocità di gruppo) e quindi può essere più alta della velocità della luce senza violare la relatività ristretta. Questo fenomeno è stato verificato sperimentalmente per le radiazioni elettromagnetiche e le onde sonore che in particolari circostanze riescono a superare la velocità della luce all'interno della cresta d'onda.
La velocità di fase viene definita come:
{\displaystyle v_{\mathrm {p} }={\frac {\omega }{k}}}
La velocità di gruppo viene definita come: 
{\displaystyle v_{\mathrm {g} }={\frac {\partial {\omega }}{\partial k}}}
Dove {\displaystyle \omega } è la pulsazione e {\displaystyle k} il vettore d'onda. Il grafico che descrive l'andamento della velocità di fase in funzione della frequenza (o della lunghezza d'onda) prende il nome di curva di dispersione.
La differente velocità di fase in diversi mezzi fisici è responsabile del fenomeno della rifrazione, i cui effetti quantitativi sono espressi dalla legge di Snell.